# Yua austro-orientalis
Yua austro-orientalis ist eine Art aus der Familie der Weinrebengewächse (Vitaceae).

## Beschreibung
Kleine Zweige sind bräunlich oder grau-bräunlich, unbehaart, im Querschnitt rund und besitzen viele Lentizellen. Die Ranken sind gabelförmig geteilt. Die Blätter sind leicht lederartig und handförmig fünfteilig gefiedert. Der Blattstiel ist 3 bis 6 Zentimeter lang. Die Stiele der Blättchen sind 0,2 bis 1,2 Zentimeter lang und unbehaart. Der mittlere Blättchenstiel ist länger als die anderen. Die Blättchen sind 5 bis 9 × 2 bis 4 Zentimeter groß, verkehrteiförmig-lanzettlich oder verkehrteiförmig-elliptisch, unbehaart und auf der Unterseite meist blaugrün bereift. Die Blattadern getrockneter Blätter sind deutlich erhaben. Es sind 6 bis 9 Paare seitlicher Blattadern vorhanden. Der Blattgrund ist keilförmig. Der Blattrand ist auf jeder Seite 2- bis 5-zähnig, wobei die Zähne nur selten unscheinbar sind. Die Blattspitze ist spitz, leicht zugespitzt oder stumpf. Die Blütenstandsachse ist 1,5 bis 2 Zentimeter lang. Die Blütenstiele sind 3 bis 6 Millimeter groß. Die Blütenknospen sind 2 bis 3,5 Millimeter groß und elliptisch. Die 5 Kronblätter sind ungefähr 3 Millimeter lang. Die Staubfäden sind 3 bis 3,8 Millimeter groß. Die Staubbeutel sind elliptisch, ungefähr 2 Millimeter groß und gelb. Der Stempel ist 2 bis 2,5 Millimeter lang. Die Griffel sind verschmälert. Die Beeren haben einen Durchmesser von 1,5 bis 2,5 Millimeter und schmecken süß und sauer. Die Samen sind 6 bis 8 × ungefähr 5 Millimeter groß und leicht abgeflacht.
Die Art blüht von Mai bis Juni und fruchtet von Oktober bis Dezember.

## Vorkommen
Die Art ist in China in Fujian, Guangdong, Guangxi und Jiangxi endemisch. Sie wächst in Wäldern und Gebüschen in Tälern in Höhenlagen von 100 bis 900 Meter.

## Systematik
Die Art wurde 1948 von Franklin Post Metcalf als Parthenocissus austro-orientalis erstbeschrieben. 1990 stellt Chao Luang Li sie als Yua austro-orientalis in die Gattung Yua.

## Belege
- Zhiduan Chen & Jun Wen: Yua. In: Flora of China Vol. 12 Vitaceae (online)